# Little Tich
Harry Relph (21 de juliol de 1867 – 10 de febrer de 1928), professionalment conegut com a Little Tich, va ser un còmic i ballarí anglès de 1,37 m (137 cm) durant finals del segle xix i principis del XX. Va ser conegut pel seu acrobàtic i còmic ball "Big-Boot", el qual va actuar a Europa i pel qual portava botes de soles de 71 cm. A part de les aparicions al music hall, també va ser un conegut intèrpret a les pantomimes de Nadal, i apareixia en aquestes anualment en teatres de diferents províncies angleses. Va repetir el seu èxit a Londres, on va aparèixer en tres pantomimes al Theatre Royal, Drury Lane entre 1891 i 1893 amb Dan Leno i Marie Lloyd.
Nascut a Cudham, Kent, Little Tich va començar a actuar amb deu anys quan va desenvolupar un ball i una actuació amb "tin-whistle" que va mostrar a cases públiques a Sevenoaks. A inicis dels 1880s va formar un acte blackface i va guanyar popularitat amb actuacions al proper Rosherville Jardins de Plaer i la sala de Música de Barnard a Chatham. Va viatjar a Londres i va aparèixer a la sala de música "Forester's Music Hall" el 1884. Més tard aquell any, va adoptar el nom artístic "Little Tich", el qual va basar en el seu renom d'infantesa de "Tichborne", que va adquirir a conseqüència de la seva poca estatura i aparença física semblant a Tichborne Claimant Arthur Orton. Els termes "titchy" o "titch" es van derivar més tard de "Little Tich", i sol utilitzar-se per descriure coses que són petites.
Les actuacions de Little tich van madurar durant una gira dels Estats Units entre 1887 i 1889 on va establir el ball "Big-Boot" i va impressionar audiències amb la seva habilitat d'aguantar-se a les puntes de les sabates i recolzar-se en angles extraordinaris. Els 1890s va desenvolupar el Ball de Serpentina i va tenir un èxit important amb la pantomima de Nadal Babes en la Fusta a Manchester durant la temporada 1889–90. El 1891, va ser recrutat per empresari Augustus Harris per aparèixer en l'espectacular Theatre royal d'aquell any, la pantomima de Nadal de Drury Lane Humpty Dumpty. Va protagonitzar dues produccions més al teatre, incloent Little Bo Peep (1892) i Robinson Crusoe (1893).
Entre 1896 i 1902 Little Tich va actuar a la seva empresa de teatre musical pròpia, i va passar molt temps a París, on va esdevenir un artista de varietat popular. Pels seus actes de sala de la música, va crear personatges bastats en observacions diàries. Les caracteritzacions utilitzades van ser "L'Inspector de Gas", "La Señora Española" i "El Cambrer"; totes tres van ser més tard enregistrades a shellac discos, dels quals en va fer vint en total. Es va casar tres vegades i vas ser pare de dos nens. El 1927 va patir una ambòlia, la qual va ser en part provocat per un cop directe al cap que accidentalment va rebre durant una actuació al vespre al " Alhambra Teatre". Mai es va recuperar completament d'aquesta lesió, i va morir l'any següent a la seva casa de Hendon, als 60 anys.

## Biografia

### Fons familiar i primers anys de vida

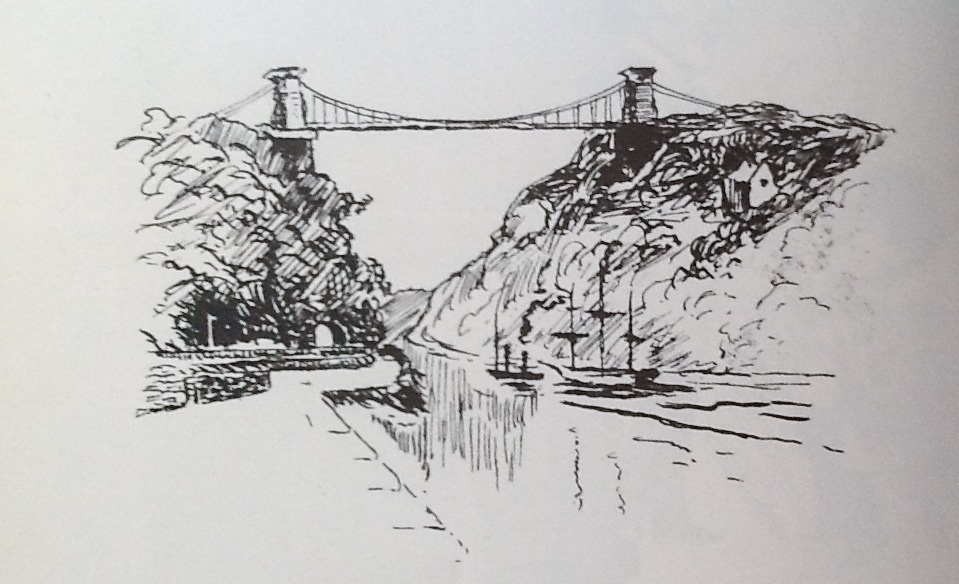
Un croquis d'infantesa per Petit Tich, similar a la classe venuda en el Blacksmith Armes en el 1870s

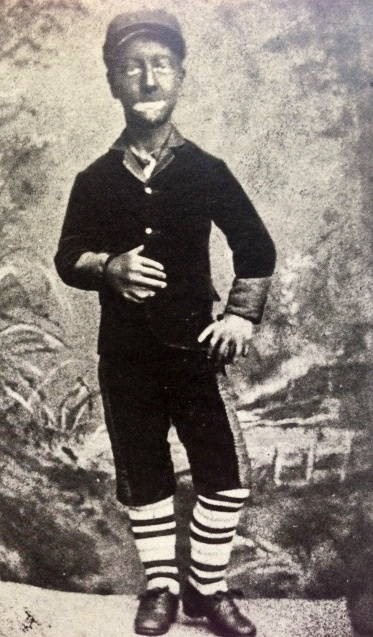
Poc Tich en blackface durant una actuació provincial dins Anglaterra en el 1880s

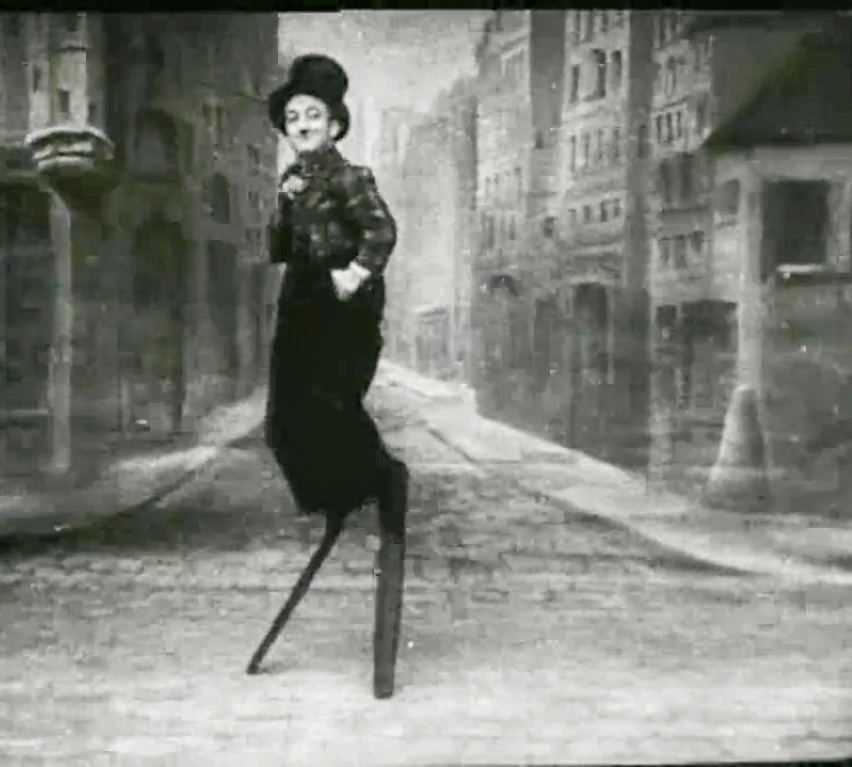
Poc Tich a mig camí a través d'una actuació del Ball de Bota Gran

Little Tich va néixer Harry Relph a Cudham, Kent (ara al Borough of Bromley de Londres). Va ser l'útim de vuit nens, de Richard Relph (1790–1881), un pagès i publicista, i la seva muller Mary, nascuda Moorefield (1835–1893).[n 1] La família Relph mantenia una propera relació i van viure en relativa riquesa. Richard Relph era un home compromès amb la seva família i va ser conegut al poble per la seva alta agudesa empresarial. La seva riquesa inicial, la qual va ser atribuïda a una sèrie de tractes amb cavalls li va permetre adquirir la seva primera casa pública, el Rising Sun a Fawkham. El 1818 es va casar amb Sarah Ashenden i van tenir vuit nens; va morir el 1845. El 1851 es va mudar a Cudham, va comprar el Blacksmith Armes i una granja contigua, i va formar una família nova amb la Mary Moorefield, de 32 anys, una infermera governant de Dublín.